# Hana Junová
Hana Junová (11. července 1937 Praha – 3. dubna 2021) byla česká psycholožka, psychoterapeutka a supervizorka. Zasloužila se o rozvoj psychogymnastiky v České republice. Vedle svého působení na katedře psychologie Filozofické fakulty a první lékařské fakulty Univerzity Karlovy, byla předsedkyní Českomoravské psychologické společnosti a předsedkyní etické komise České psychoterapeutické společnosti České lékařské společnosti Jana Evangelisty Purkyně. Pracovala jako delegátka za Českou republiku v Etické komisi pro psychologii v rámci společnosti EFPA.

## Životopis

### Mládí
Hana se narodila do rodiny inženýra Karla Smrže, který se po druhé světové válce stal hlavním dramaturgem na Barrandově, kde pracoval již před válkou. Podílel se na založení FAMU a následně zde působil jako pedagog. Matka Anna Smržová rozená Vohryzková (židovského původu) vystudovala filosofii a psychologii. Patřila mezi zakládající členy české dětské psychologie.
Před deportací do koncentračního tábora, během války, rodinu chránilo snad smíšené manželství, snad i zaměstnání otce na Barrandově. Matka Hany musela nosit na oblečení žlutou hvězdu a byla totálně nasazena na práci v dětském židovském útulku. Po válce bratr maminky Otta a babička Hermína, kteří přežili pobyt v koncentračních táborech, se stali součástí rodiny Smržových. Když otec Karel Smrž v roce 1953 zemřel, žila Hana s babičkou, strýcem a maminkou. 
Hana patřila mezi „židovské míšence“, netýkal se jí tedy zákaz školní docházky. V roce 1943 začala chodit do první třídy a za devět let, v roce 1952 začala studovat na reálném gymnáziu Minerva. Po školské reformě v roce 1953 ukončila středoškolské studium maturitou na jedenáctileté střední škole. V druhé polovině padesátých let studovala na Filozofické fakultě Univerzity Karlovy psychologii a promovala v roce 1960. Během studií se provdala za Jaromíra Junu (jaderného fyzika) a narodil se jim první syn.

### Pobyty v Lindau
V roce 1961 nastoupila na Psychiatrickou kliniku Všeobecné fakultní nemocnice v Praze. Byla zaměstnána na pracovišti v Lobči u Mšena, které patřilo pod vedení docenta Ferdinanda Knoblocha. V rámci práce ve VFN byla u vzniku pracoviště Odbočka pro rehabilitaci neuróz Horní Palata, kde strávila celý pracovní život. Z Horní Palaty se stalo jedno z nejvýznamnější pracovišť pro léčbu neuróz v zemi. Byl zde zaváděn ve své době nový koncept práce s pacienty – integrativní psychoterapie (tj. terapie integrující různé přístupy). Převládal zde psychoanalytický přístup k pacientovi. Hana Junová absolvovala v té době také psychoanalytický výcvik. V Praze chodila k lékaři Ladislavu Haasovi, který se věnoval psychoanalýze.
Vedle psychoanalýzy se zajímala o psychogymnastiku, kterou se zabývala v Lobči a později v sanatoriu Horní Palata v Praze. Metodu převzala po profesoru Knoblochovi a dále ji rozvíjela, přednášela a vedla kurzy. V roce 1964 její přednáška o psychogymnastice na světovém kongresu psychoterapie v Londýně zaujala profesora Helmuth Stolzeho, který Hanu Junovou pozval do výcvikové terapeutické skupiny v západoněmeckém Lindau. Sice nebyla členkou KSČ, ale v druhé polovině šedesátých let mohla pravidelně cestovat do Lindau na stáže do terapeutické skupiny. Pomohlo snad i to, že – jak se ukázalo po roce 1989 – profesor Knobloch spolupracoval s StB a díky tomu pro své zaměstnance a pracoviště dokázal získat různé výhody.
Hana Junová v Lindau získala důležité kontakty i nové znalosti, např. se zajímala o logoterapii. Časem pomohla k návštěvám Lindau také kolegům např. Jaroslavu Skálovi a Eduardu Urbanovi. Její zkušenosti i zkušenosti dalších českých psychologů, účastnících se studijních pobytů v Lindau, zásadně ovlivnily vzdělávání v psychoterapii v tehdejším Československu. V roce 1968 získala doktorát v oboru psychologie.

### Rodina a Kruh nezávislé inteligence
V roce 1969 odjela s rodinou do Ankary, manžel zde získal pracovní stáž na univerzitě. V Ankaře prožili rok, děti navštěvovaly pákistánskou školu. Rodina byla v kontaktu s komunitou Čechoslováků, záhy se spřátelili s rodinou Alexandra Dubčeka, který zastával funkci velvyslance v Turecku. Možnost emigrace, kterou v této době zvolili někteří českoslovenští občané, s manželem zamítli. Požádali o prodloužení pobytu, ale po zamítnutí žádosti se vrátili v září 1970 do Československa. Manžel byl propuštěn z Ústavu jaderného výzkumu, a nakonec pracoval jako laborant v Ústředním ústavu geologickém.
Při různých výročích se Junovi v letech 1988 i 1889 účastnili protistátních demonstrací. V létě 1989, v reakci na Palachův týden, vznikl v prostředí jejich akademických přátel Kruh nezávislé inteligence (KNI). Manžel Hany Junové se stal členem řídícího pracovního týmu, jehož členové se scházeli u Junů.
Rodina se v rámci KNI angažovala v listopadových událostech, syn Michal i dcera Markéta se zúčastnili průvodu 17. listopadu. Počínaje 18. listopadem se u Junů doma každý den scházeli členové KNI. Po revoluci odešla řada členů iniciativy KNI do politiky např. Jan Sokol, Petr Piťha, Ivan Pilip, Petr Vopěnka a další.

### Kariéra
Po návratu z Turecka Hana Junová prošla normalizačními prověrkami a vrátila se k psychoterapeutické práci v sanatoriu Horní Palata v Praze. Sanatorium bylo pod stejným vedením jako Lobeč a probíhaly zde obdobné terapeutické programy i psychoanalytická léčba. Doktorka Junová zde působila od roku 1970 do roku 1991. V roce 1973 se zde dokonce uskutečnilo první sympozium socialistických zemí pro psychoterapii.
O směrech v psychologii za normalizace „rozhodoval“ ÚV KSČ. Hana Junová a její kolegové se proto k psychoanalýze nehlásili a pracovali až do roku 1989 v „utajení“. V sanatoriu pracovali většinou lékaři, kteří byli ochotni skrýt disidenty pod psychiatrickou diagnózu.
Po sametové revoluci se Hana Junová aktivně zapojila do dění v československé psychologické obci. Ještě v prosinci téhož roku se konalo setkání spolku Československé psychologické společnosti při ČSAV a dalších psychologů. V Brně v listopadu 1990 byla Československá psychologická společnost přejmenována na Českomoravskou psychologickou společnost (ČMPS) a Hana Junová byla zvolena její předsedkyní. Mezi prvními úkoly společnosti byla podpora a rehabilitace politicky pronásledovaných kolegů a kolegyň z oboru.
V českém prostředí se na počátku devadesátých letech 20. století dařilo zprostředkovávat novinky v psychoterapii, např. profesionální výcvik v transakční analýze. O logoterapii a existenciální analýze v Praze přednášel Alfried Längle. Spolu s ním Hana Junová pomohla zahájit v roce 1996 první výcvik logoterapie a existenciální analýzy, na jehož základech vyrostla Společnost pro logoterapii a existenciální analýzu. (SLEA)
Hana Junová se významně podílela na jednání s poslanci Parlamentu ČR při návrhu zákona České národní rady o psychologické činnosti a Psychologické komoře České republiky. Zákon sice nebyl přijat, ale byla vymezena pozice klinického psychologa ve zdravotnictví a psychologické poradenství v Živnostenském zákoně. V prosinci 1994 skončilo její druhé volební období ve funkci předsedkyně ČMPS. V dalších letech pak zastupovala ČMPS v Radě vědeckých společností při AV ČR.
V té době působila na katedře psychologie Filozofické fakulty Univerzity Karlovy jako odborná asistentka, na první lékařské fakultě UK a na katedře neverbálního divadla AMU.
V roce 1999 se byla zvolena členkou etické komise, která byla v tomto roce vytvořena Českou psychoterapeutickou společností České lékařské společnosti Jana Evangelisty Purkyně. Posléze se stala předsedkyní komise. I po skončení funkčního období pokračovala v práci v tzv. po-etické komisi.
V roce 2001 se zúčastnila Evropského kongresu psychologie EFPA v Londýně. Byl zde mimo jiné představen projekt evropského certifikátu EuroPsy a Hana Junová se angažovala za zapojení kolegů z bývalých totalitních režimů do práce přípravného výboru. V roce 2002 byla nominována do Stálé komise pro etiku (v rámci odborných komisí EFPA) a osm let v ní jako delegátka České republiky pracovala. Svým vzděláním a zkušenostmi si získala respekt členů komise a snad i proto byla Praha třikrát místem pracovních jednání komise s účastí českých a slovenských psychologů.
Etická komise EFPA vydala publikaci zabývající se etikou v psychologické praxi, v českém jazyce byla vydána zásluhou Hany Junové – Lindsay, G., Koene, C., Øvreeide, H., & Lang, F., 2010. Etika pro evropské psychology. Triton, Testcentrum.
V roce 2006 se zapojila do projektu Rafael Institutu (RI – sdružení odborníků, zajímající se o léčbu a prevenci psychického traumatu, včetně jeho transgeneračního přenosu). Stala se členkou rady. Následně působila jako garantka kontinuálního vzdělávání, supervizorka nejen účastníků kurzů i členů RI, ale i ve výcvikových komunitách SURu (Institutu pro vzdělávání v psychoterapii, z. s.)
Byla čestnou členkou Českomoravské psychologické společnosti od roku 2006, SURu (2013), České asociace pro psychoterapii (2018), České psychoterapeutické společnosti ČLS JEP a České psychoanalytické společnosti.
Hana Junová napsala řadu knižních recenzí pro první studentský psychologický časopis – Propsy nebo pro Psychologii dnes. Zde mezi lety 1997 až 2004 vyšlo několik jejích rozhovorů. Zemřela po krátké nemoci 3. dubna 2021, ve spánku.